# Peromyia tundrae
Peromyia tundrae är en tvåvingeart som beskrevs av Jaschhof 1996. Peromyia tundrae ingår i släktet Peromyia och familjen gallmyggor.
Artens utbredningsområde är Sverige. Arten är reproducerande i Sverige. Inga underarter finns listade i Catalogue of Life.